# Грим, Фред
Йоханн Георг Фридрих (Фред) Грим (нидерл. Johann Georg Friedrich "Fred" Grim; род. 17 августа 1965, Амстердам) — нидерландский футболист (вратарь) и футбольный тренер, победитель Лиги чемпионов УЕФА 1994/95.

## Карьера игрока
В юности выступал за команды ЙОС и «Аякс». Начал карьеру в составе амстердамского клуба, но не смог закрепиться в его составе. В 1987 году перешёл в состав «Камбюра», где и раскрыл свои таланты вратаря, а также выиграл чемпионат Первого дивизиона. В 1994 году вернулся в состав «Аякса», с которым завоевал титул победителя Лиги чемпионов 1994/95. С 1994 по 1999 год был вторым вратарём, уступая место Эдвину ван дер Сару. С 1999 по 2002 год был первым вратарём в команде, после чего завершил карьеру.

## Карьера тренера
Карьеру тренера начал в «Аяксе», где в 2004—2005 гг. был наставником дубля. 10 месяцев работал в Роттердаме в клубе «Спарта», где был помощником тренера Герта Андевила.
С 2007 года работал в тренерском штабе «Аякса»: сначала был тренером вратарей, позднее стал помощником тренера. В 2011—2012 гг. возглавлял юношеский состав клуба.
В октябре 2012 года возглавил клуб «Алмере Сити», это первая работа Грима как главного тренера первой команды.
В конце июня 2015 года Грим был назначен главным тренером молодёжной сборной Нидерландов.
28 мая 2021 года стал главным тренером клуба «Виллем II».

## Титулы
- Победитель Первого дивизиона: 1992
- Чемпион Нидерландов: 1995, 1996, 1998, 2002
- Победитель Кубка Нидерландов: 1998, 1999, 2002
- Победитель Суперкубка Нидерландов: 1994, 1995, 2002
- Победитель Лиги чемпионов УЕФА: 1994/95
- Победитель Суперкубка УЕФА: 1995
- Победитель Межконтинентального кубка: 1995